# Trần Cung (nhà thơ)
Trần Cung (1898–1995)  là một nhà thơ nổi tiếng, là nhà cách mạng Việt Nam, Bí thư Thành ủy đầu tiên của thành phố Hà Nội.

## Thân thế và sự nghiệp
Ông tên thật là Nguyễn Ngọc Cư, quê làng Hội Khê, xã Vũ Hội, huyện Vũ Thư, tỉnh Thái Bình. Ông tham gia hoạt động cách mạng từ năm 1923, gia nhập Đông Dương cộng sản Đảng năm 1929.
Tháng 3 năm 1930, ông tổ chức ở Chí Linh chi bộ Đọ Xá (chỉ sau hội nghị thành lập Đảng ở Hương Cảng có một tháng). Năm 1931 ông bị Pháp bắt giam ở nhà tù Hỏa Lò (Hà Nội) và sau đó lại đầy đi nhà tù Côn Đảo. Năm 1936, ông được trả tự do và trở về hoạt động công khai ở Thái Bình. Năm 1939, ông lại bị thực dân Pháp bắt trở lại, đến năm 1944 mới được ra tù và trở về hoạt động ở vùng Chí Linh - Đông Triều, tham gia thành lập Đệ Tứ chiến khu và tổ chức cướp chính quyền ở các tỉnh vùng duyên hải.
Năm 1946, ông là xứ ủy viên Xứ ủy Bắc Kỳ phụ trách 3 tỉnh Cao - Bắc - Lạng. Sau năm 1954, ông được phân công về Đảng đoàn, Thường trực Mặt trận Tổ quốc trung ương, Phó Chủ tịch Ủy ban Hành chính khu Tả Ngạn (8/1957 - 10/1958). Ngày 23 tháng 01 năm 1963, Ủy ban Thường vụ Quốc hội bổ nhiệm ông làm thẩm phán Tòa án nhân dân tối cao, Ủy viên Ủy ban thẩm phán Tòa án nhân dân tối cao
Ông mất ngày 9 tháng 10 năm 1995 tại Hà Nội, hưởng thọ 97 tuổi.
Năm 2005, sau mười năm ông qua đời, Hội đồng nhân dân thành phố Hà Nội, khóa XIII đã thông qua Nghị quyết đặt tên phố Trần Cung cho đoạn đường có chiều dài 1.600m, rộng 7m, từ đường Phạm Văn Đồng qua Bệnh viện E, đường Hoàng Quốc Việt đến đường Nguyễn Phong Sắc.

## Giải thưởng
Ông được Nhà nước tặng thưởng Huân chương Hồ Chí Minh.

## Một số tác phẩm
Tết nhà pha 
                        Năm mới sang rồi, năm cũ qua,
                        Đời tù mới, cũ khéo phôi pha.
                        Nghinh tân lễ mễ khiêng ty nét,
                        Bái tuế lom khom bế lập là.
                        Mặt trái đời kia toàn mặt quỷ,
                        Trò chơi xuân đó thiếu trò ma.
                        Mùi đời nếm trải ai sành sỏi?
                        Có biết mùi này… mặn nhạt a?
                             Nhớ nhà 
                        Tù đảo phương trời cảnh với ta,
                        Năm lần vắng mặt tết quê nhà.
                        Năm thêm tuổi nữa con chừng lớn,
                        Ngày đuổi xuân đi vợ hẳn già!
                        Mơ tết, mơ xuân, mơ tiếng pháo,
                        Nhớ nhà, nhớ cửa, nhớ chồi đa.1
                        Hai chân một chuỗi xiềng lê nặng,
                        Ra cửa trông về cố quận xa.
                                                            Côn Đảo, 1935. 
                             Đề lao 
                        Cuộc đời chiến sĩ thật ba đào,
                        Thấm thoắt năm lần bị tống lao.
                        Nhốt chặt con người tầng cửa sắt,
                        Vây riêng cõi đất bức tường cao.
                        Mong về cũng kém mong cơm sáng,
                        Nhớ vợ còn thua nhớ thuốc lào.
                        Cá mục, cơm hôi, xiềng xích sắt,
                        "Văn minh khai hóa" gớm ghê sao ?
                                               Đề lao Thái Bình, 1939                       
                             Trở lại gia hương               
Hôm qua mới thoát cảnh đau thương,
Ròng rã 5 năm mấy ngục đường.
Chân mới thoát xiềng, tay thoát xích,
Bước đi ngượng nghịu, óc bâng khuâng. 
Hôm nay trở lại gia hương,
Vườn cau xưa đã úa tàn xác xơ.
Lũy tre già đã bơ phờ,
Bèo tây lại nở ngập bờ ao ta. 
Tôi như người trong mơ,
Mừng quýnh lại buồn so,
Mừng - nhẹ mình rộng cẳng,
Buồn – tan cửa nát nhà. 
Nhà tôi người đến ở,
Về quê mà bơ vơ. 
Giã từ quê cũ, con thơ,
Gửi con ở lại quê nhà lại đi.
Nín đi con khóc nữa chi,
Cờ hồng rợp đất là khi bố về. 
                                                   1944